# Абдалла Енсур
Абдалла Енсур (вимова д·і; араб. عبد الله النسور; нар. 1950) — йорданський політик, голова уряду Йорданії від жовтня 2012 до червня 2016 року.

## Життєпис
Закінчив Американський університет у Бейруті, а також у Сорбонні, здобувши ступінь доктора в галузі економіки й математики відповідно.
1989 року був обраний до лав парламенту. У 1984 та 1985 роках очолював міністерство планування. 1989 року зайняв пост міністра освіти, а 1991 — міністра закордонних справ. 1993 року був призначений на посаду міністра промисловості й торгівлі. 1996 року отримав портфель міністра вищої освіти, а 1997 — віце-прем'єра та міністр адміністративного розвитку, 1998 року знову став віце-прем'єром і міністром інформації. Після 2001 року представляв Йорданію в Міжнародному валютному фонді, Світовому банку та ЮНЕСКО.